# 井澗誠
井澗 誠（いたに まこと、1954年9月24日 - ）は、日本の政治家。元和歌山県白浜町長（3期）。

## 来歴
和歌山県白浜町生まれ。和歌山県立田辺高等学校、早稲田大学卒業。大学卒業から約20年間、旅行・観光業界に勤め29か国を訪問した。その後、学習塾を経営。
2011年（平成23年）10月以降、ごみ焼却場の使用期間延長に伴う地域振興事業の進め方をめぐり、町長の水本雄三と町幹部らが対立。全課長が降格願を提出したり、水本と熊崎訓自副町長が民や担当課長らを相手に慰謝料を求める訴訟を起こしたりするなど町政に混乱が生じた。
2012年（平成24年）3月23日、水本が辞表を提出。井澗は同年5月13日に行われた町長選挙に立候補し、元町議の溝口耕太郎、元町議の西尾智朗らを破り初当選した。
2016年（平成30年）、元衆議院議員の玉置公良らを破り再選。
2019年（令和元年）9月12日、町議会で3選出馬を表明。2020年（令和2年）、元参議院議員の大江康弘、元衆議院議員の玉置を破り3選。
2023年（令和5年）11月13日、4選出馬を表明した。翌年4月28日の投開票の結果、前回下した大江に敗れ落選した。